# Wilde
Wilde je priimek več oseb:
- Franz Xaver Wilde, nemški bibliotekar
- Oscar Wilde, irski pisatelj
- Olivia Wilde, ameriška igralka